# Nate Johnson (basket-ball, 1979)
Ne doit pas être confondu avec Nate Johnson (basket-ball, 1977).
Nate Johnson, né le 9 janvier 1979, à Kansas City, au Kansas, est un ancien joueur américain de basket-ball. Il évolue au poste de meneur.

## Palmarès
- Champion USBL 2007
- Joueur de l'année USBL 2005
- MVP post-saison USBL 2007
- All-USBL First Team 2005
- All-USBL Second Team 2006
- USBL All-Rookie Team 2004